# Velleia rosea
Velleia rosea är en tvåhjärtbladig växtart som beskrevs av Spencer Le Marchant Moore. Velleia rosea ingår i släktet Velleia och familjen Goodeniaceae. Inga underarter finns listade i Catalogue of Life.